# Kukamunburra

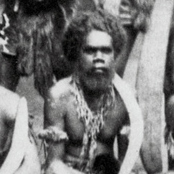
Kukamunburra (Januar 1884)

Kukamunburra (* 1861 in North Queensland, Australien; † 23. Februar 1884 in Cleveland, Ohio, USA) war ein Aborigine der Manbarra, über dessen Name jedoch gewisse Unsicherheiten bestehen, da er an Völkerschauen den Namen Tambo bzw. Jimmy Tambo oder Tambo Tambo trug oder auch Wangong genannt worden sein könnte.
Im Jahr 1883 war er mit weiteren Aborigines, die auf Great Palm Island und Hinchinbrook Island lebten, im Auftrag des Zirkusunternehmens von P. T. Barnum vom Völkerschau-Impresario Robert A. Cunningham entführt worden, um sie bei Völkerschauen in den USA und Europa, unter anderem auch in vielen deutschen Städten, zur Schau zu stellen. Im Programmheft wurden sie rassistisch als „Australneger“ und „Menschenfresser“ bezeichnet.

## Völkerschau-Teilnahme
Über das frühe Leben von Kukamunburra ist wenig bekannt. Er war einer der fünf Männer der Aborigine-Gruppe. Außerdem gehörten zur Gruppe drei Frauen und ein Kind, darunter war auch seine Frau Tagarah, der anlässlich der Völkerschauen auch ein anderer Name gegeben wurde (ihr Grabstein ist mit Sussy Dakaro beschriftet). Sie alle mussten als Volkerschau-Teilnehmer im „Barnum Ethnological Congress of Strange Tribes“ auftreten. Lediglich zwei von ihnen sprachen etwas Englisch, die Cunningham ergeben waren. Die Gruppe war gezwungen durch die USA zu touren und sie wurden als „Australische Kannibalen“ vorgestellt. Die Zurschaustellung fand mit einem Elefanten namens Jumbo statt und sie mussten während ihres Auftritts singen und tanzen sowie Bumerangs werfen. Zu ihrer ersten Zurschaustellung in Chicago kamen mehr als 30.000 Zuschauer.
Neben diesen Aborigines wurden in dieser Schau weitere indigene Völker gezeigt wie Zulus aus Afrika, Nubier aus Ägypten, Todas aus Indien und Sioux aus den USA. Diese Aborigines-Gruppe wurden nicht nur in den USA, sondern auch in Europa, darunter Deutschland, und Russland zur Schau gestellt und sie mussten sich in pseudowissenschaftlichen Methoden vermessen lassen, in europäischer Kleidung posieren und sich fotografieren lassen.

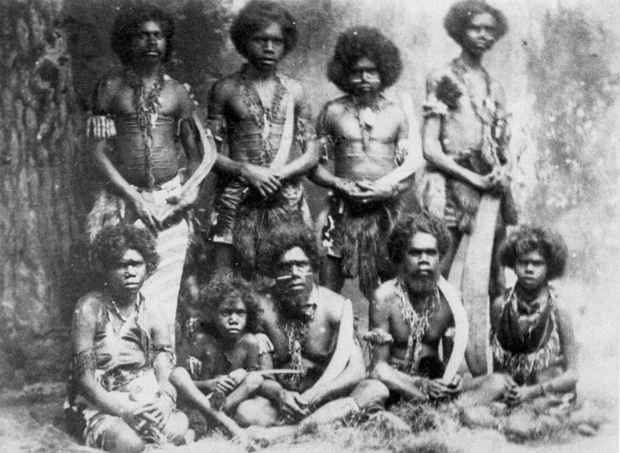
Gruppenbild der neun entführten Aborigines, Kukamuburra (2 v. r. unten), (2. Januar 1884)
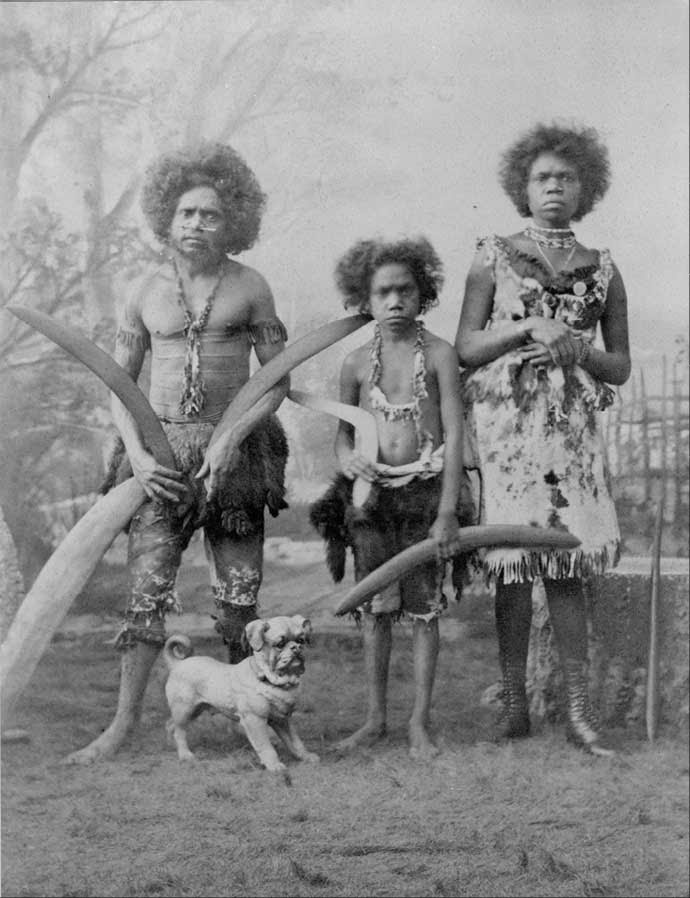
(v. l. n. r.) Billy, Toby (jun.) und Jenny, (Paris, Januar 1885)
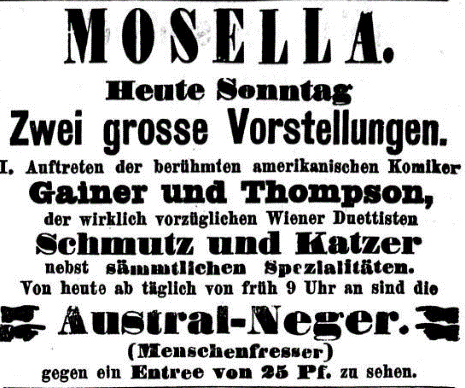
Werbung im Chemnitzer Anzeiger vom 1884, vermutlich mit Teilnehmern der Aborigine-Gruppe

Am Ende der Vorstellungs-Saison erhielten sie zwar eine Gage und ihnen wurden einige Freiheiten genehmigt, sie blieben in dieser Zeit allerdings ohne gesundheitliche Vorsorge, Schutz oder Verpflegung durch Cunningham. Nachdem ein Mitglied der Gruppe nach dem anderen starb, lebten 1885 nur noch Jenny, ihr Sohn Toby und Billy, die 1888 nach Australien zurückkehrten.

## Beisetzung
Nach einem Jahr Aufenthalt in den USA starb Kukamunburra am 23. Februar 1884 vermutlich an Tuberkulose, er soll 21 Jahre alt geworden sein. Die Aborigines-Gruppe durfte Kukamunburra nicht nach ihren heimischen Bestattungsriten beerdigen, sondern Cunningham verkaufte ihn an das „Drew’s Dime Museum“ in Cleveland. Dieses Museum stellte ihn mumifiziert bis ins 20. Jahrhundert öffentlich aus. Im Oktober 1993 übernahm ein Beerdigungsinstitut in Cleveland ein Gebäude eines in Konkurs geratenen Unternehmens, dabei entdeckte ein Angestellter einen mumifizierten Aborigines-Körper. Nach Untersuchungen stellte sich heraus, dass es Kukamunburra war. Roslyn Poignant, eine Anthropologin, die auf ihren Recherchen das Schicksal von Kukamunburra aufdeckte, setzte sich für seine Rückkehr in seine Heimat ein und drei Vertreter von Palm Island, darunter sein Urururenkel Walter Palm Island, reisten in die USA. Sie brachten ihn zurück und konnten ihn 110 Jahre nach seinem Tod am 23. Februar 1994 in einer traditionellen Rauchzeremonie auf Palm Island beerdigen.
Auf seinem Grab auf der Insel Great Palm Island wurde ein Grabstein aufgestellt, der an ihn und seine Lebensgeschichte erinnert.

## Nachwirken
Kukamunbarras Beisetzung wird von der Ethnologin Joanne Watson, die 17 Jahre lang über die Geschichte von Palm Islands forschte, als kulturelle Revitalisierung und spirituelle Heilung der Aborigines nicht nur auf der Insel verstanden, die danach erfolgte, sondern sich über Australien verbreitete.
Die Beisetzung führte nach dem Historiker Paul Turnbull dazu, dass der Elder der Munbarra, Walter Palm Island, ein direkten Verwandter von Kukamunbarra, die Landrechte der Aborigines an Great Palm Island reklamierte und die Initiative ergriff, einen sogenannten Native Title anzustreben.